# Coldmirror
Coldmirror (« miroir froid ») est le pseudonyme de Kathrin Fricke (née le 13 octobre 1984 à Brême), une artiste vidéaste, youtubeuse, animatrice de télévision et animatrice de radio allemande.

## Biographie
Kathrin Fricke poste des vidéos sur sa chaîne YouTube Coldmirror, anime des émissions de radio et de télévision et publie ses contenus sur un blog et un blog vidéo. Le pseudonyme est inspiré de la chanson Creatures That Kissed in Cold Mirrors du groupe de dark metal Cradle of Filth.